# Stationwagen

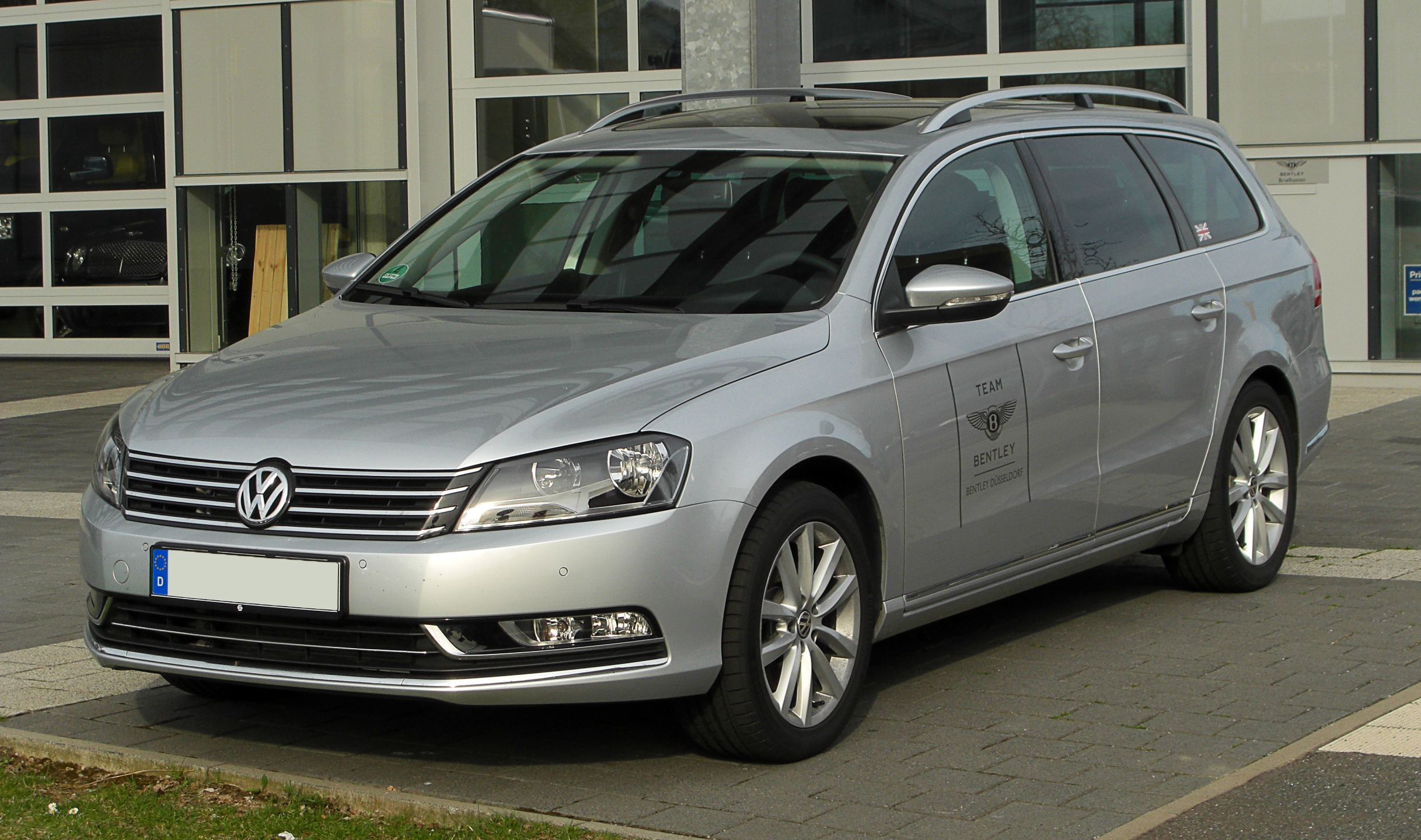
Stationwagen van Volkswagen, de Volkswagen Passat Variant

Een stationwagen, (station)wagon, stationcar, combi, estate of break (Nederlandse uitspraak: breek, Franse: brèk afgeleid van het nederlandse woord Brik)  is een carrosserievorm voor een auto. Het is een automodel met meer ruimte dan het originele model, meestal door de achterzijde van het voertuig verhoogd door te laten lopen tot aan de achterbumper waarbij de kofferklep niet noodzakelijk loodrecht moet zijn.

## Oorsprong
De term station wagon werd in Amerika vaak gebruikt voor wagens die zorgden voor het transport rond stations en ook als taxi werden ingezet. De aangepaste kofferbak was nodig om grote hoeveelheden bagage te vervoeren.
Elke fabrikant gebruikt een eigen benaming, soms verschilt deze benaming met die in het land van herkomst, of per model:
- Alfa Romeo: Sportwagon, Giardinetta, Giardiniera
- Audi: Avant
- Austin: Estate
- BMW: Touring
- Citroën: Break, Familiale, Tourer
- Chrysler: Touring
- Dacia: MCV (Multi Convivial Vehicle)
- DAF: Combi
- Fiat: Giardiniera , Multi Wagon, Weekend, S.W., Familiare, Panorama
- Ford: Wagon (in het Verenigd Koninkrijk: Estate, in Duitsland: Turnier, in Oostenrijk: Traveller), Clipper
- Hyundai: CW (Crosswagon)
- Holden: Wagon
- Honda: Aerodeck, Tourer
- Jaguar Cars: Sportbrake
- KIA: SW (Sporty wagon)
- Mazda: SportBreak (SportKombi in Duitsland), Wagon
- Mercedes-Benz: Estate, Kombi, Touring (in Duitsland: T-Modell), Universal
- Nissan: Estate, Wagon
- Opel: Sport Tourer (in Duitsland: Caravan), Voyage, Combi
- Peugeot: SW, Break, Familiale, Commerciale
- Porsche: Sport Turismo op de Panamera
- Renault: Break, Grand Tour, Estate, Nevada (enkel voor de R21), Domaine (enkel voor de Renault Frégate)
- Rover: Tourer, Estate
- Saab: SportCombi, SportEstate, SportHatch
- Seat: Vario, Stationwagon, ST
- Škoda: Combi, Forman, Estate
- Simca: Tourist, Châtelaine, Marly
- Subaru: Plus, Touring Wagon
- Suzuki: Wagon
- Toyota: Wagon, Stationwagon, Combi, Touring Sports
- Trabant: Universal
- Volkswagen: Variant, (in Brazilië: Parati), Combi (Brazilië), Kombi (Mexico)
- Volvo: Duett, Kombi, Estate en heden: V (van Versatile, Engels voor veelzijdig, als eerste letter van de type-aanduiding),
- Wartburg: Camping, Tourist